# Lepithrix longitarsis
Lepithrix longitarsis är en skalbaggsart som beskrevs av Schein 1959. Lepithrix longitarsis ingår i släktet Lepithrix och familjen Melolonthidae. Inga underarter finns listade i Catalogue of Life.